# آنیتا گوئل
آنیتا گوئل (انگلیسی: Anita Goel؛ زادهٔ ۲۲ اوت ۱۹۷۳) یک فیزیکدان، پزشک و دانشمند آمریکایی در زمینه نوظهور نانوبیوفیزیک است. در مؤسسه تحقیقاتی نانوبیوسیم (NBS)، گوئل به بررسی فیزیک حیات و نحوه عملکرد نانوموتورها در خواندن و نوشتن اطلاعات روی DNA می‌پردازد. گوئل موفق به دریافت سه جایزه پیشرفت دارپا، دو جایزه چالش بزرگ USAID، جایزه چالش کهکشانی ناسا و جوایز متعدد از DOD, DOE, AFOSR و NSF شده است. او توسط چاک وست، رئیس ام‌آی‌تی، برای فعالیت در کمیته نوآوری در تولید آکادمی ملی مهندسی معرفی گردید؛ و همچنین در مؤسسه کانادایی تحقیقات پیشرفته (CIFAR) فعالیت داشته و در هیئت‌های مشورتی نانوتکنولوژی و علمی شرکت‌های لاکهید مارتین و پپسی‌کو نیز خدمت کرده است. گوئل همچنین توسط موسسه فناوری ماساچوست مرور تکنولوژی به عنوان یکی از «۳۵ نوآور برتر علم و فناوری جهان» و توسط ساینتیفیک امریکن به عنوان یکی از «تأثیرگذارترین چهره‌های آینده‌نگر در بیوتکنولوژی جهان» معرفی شده است.

## تحصیلات
گوئل مدرک دکترا و کارشناسی ارشد فیزیک را از دانشگاه هاروارد دریافت کرد، جایی که با برنده جایزه نوبل دادلی هرشباخ همکاری داشت. عنوان پایان‌نامه او «دینامیک تک مولکولی آنزیم‌های موتوری در طول DNA» بود. او مدرک کارشناسی فیزیک را با افتخارات و ممتاز از دانشگاه استنفورد دریافت کرد، جایی که استاد راهنمای پایان‌نامه او استیون چو، برنده جایزه نوبل بود. همزمان مدرک پزشکی (M.D.) را نیز از بخش مشترک علوم و فناوری سلامت هاروارد-ام‌آی‌تی (HST) کسب کرد.

## فعالیت‌های حرفه‌ای
گوئل دارای بیش از ۸۰ اختراع ثبت‌شده در سطح جهانی است و مقالاتی در نشریاتی مانند نانوتکنولوژی طبیعت، ساینتیفیک آمریکا و «مجموعه مقالات آکادمی ملی علوم (PNAS)» منتشر کرده است.
او در مجلس سنای ایالات متحده برای طرح ۱٫۵ میلیارد دلاری ابتکار ملی نانوتکنولوژی شهادت داده است؛ به PCAST رئیس‌جمهور اوباما برای استراتژی نوآوری آمریکا مشاوره داده است؛ و در هیئت بازبینی سه‌ساله آکادمی ملی علوم خدمت کرده است.
او توسط چاک وست، رئیس قبلی ام‌آی‌تی، برای خدمت در کمیته نوآوری در تولید آکادمی ملی مهندسی دعوت شد؛ و همچنین در مؤسسه کانادایی تحقیقات پیشرفته (CIFAR) فعالیت داشته است. او در هیئت‌های مشورتی نانوتکنولوژی و علمی شرکت‌های لاکهید مارتین و پپسی‌کو نیز خدمت کرده است.
به عنوان رئیس و مدیرعامل شرکت تشخیص نانوبیوسیم (NBSDx)، گوئل بر طراحی محصول، مهندسی، آزمایش‌های بالینی، تأییدیه‌های نظارتی و تولید فناوری‌های پیشرفته شرکت مانند ژن-RADAR و «اپلیکیشن‌های» آن برای پزشکی دقیق شخصی‌سازی شده، سلامت دیجیتال و امنیت سلامت جهانی نظارت دارد. در سال ۲۰۲۰، بانک بارکلیز و گروه آنریزیبل، شرکت نانوبیوسیم دیایکس را در میان «۱۰ شرکت برتر جهان در حل بحران جهانی کووید-۱۹» انتخاب کردند و پروژه تحقیقاتی کار او را در مورد چگونگی امکان بازگشایی ایمن اقتصاد آمریکا و جهان از طریق آزمایش‌های دقیق سیار کووید-۱۹ مورد توجه قرار داد.

## جوایز و افتخارات
گوئل که توسط MIT مرور تکنولوژی به عنوان یکی از «۳۵ نوآور برتر علم و فناوری جهان» و توسط ساینتیفیک امریکن به عنوان یکی از «تأثیرگذارترین چهره‌های آینده‌نگر در بیوتکنولوژی جهان» معرفی شده است، موفق به دریافت سه جایزه پیشرفت دارپا، دو جایزه چالش بزرگ USAID, جایزه چالش کهکشانی ناسا و جوایز متعدد از DOD, DOE, AFOSR و NSF شده است. از او به عنوان یکی از محقیقن برتر در رشته خود نام برده می‌شود.